# هوارد رامزي
هوارد رامزي (بالإنجليزية: Howard Ramsey)‏ هو عسكري أمريكي، ولد في 2 أبريل 1898، وتوفي في 22 فبراير 2007.